# 자동차 루프

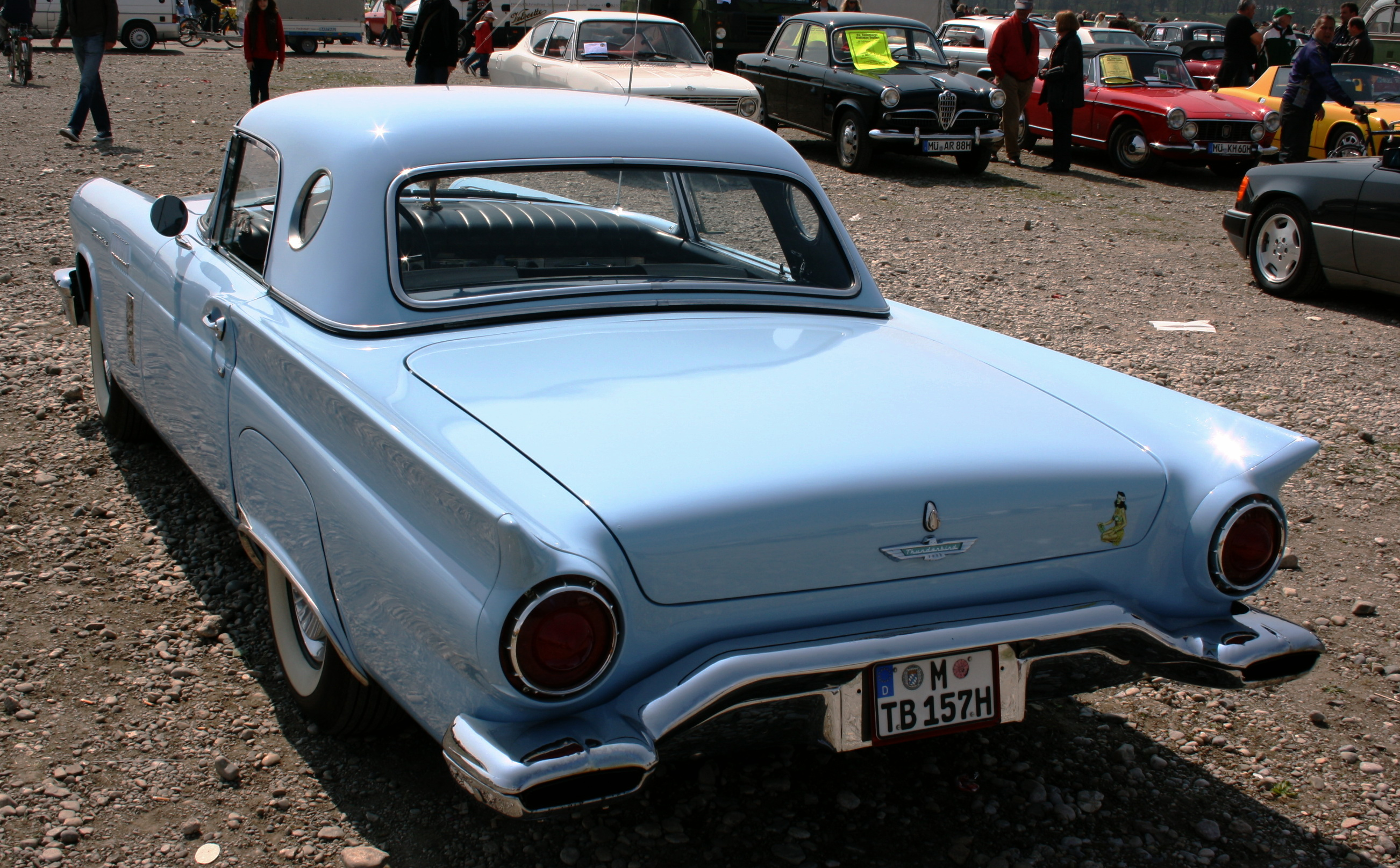
1957년 포드 선더버드의 "포트홀" 측면 창문이 있는 탈착식 하드톱

자동차 루프는 승객실 위에 위치하여 차량 탑승자를 햇빛, 바람, 비 및 기타 외부 요소로부터 보호하는 자동차의 부분이다. 초기 자동차는 마차 시대에 설계되었기 때문에 초기 자동차 루프는 유사한 재료와 디자인을 사용했다.

## 변형
후년에 자동차 루프의 많은 변형이 개발되었다. 여기에는 다음이 포함된다.
- 컨버터블 루프
  - 루프 모듈
- 하드톱
- 선루프
- T-톱
- 타르가 톱
- 비닐 루프

## 같이 보기
- 자동차 유리
- 루프 랙
- 지붕